# Muối acid

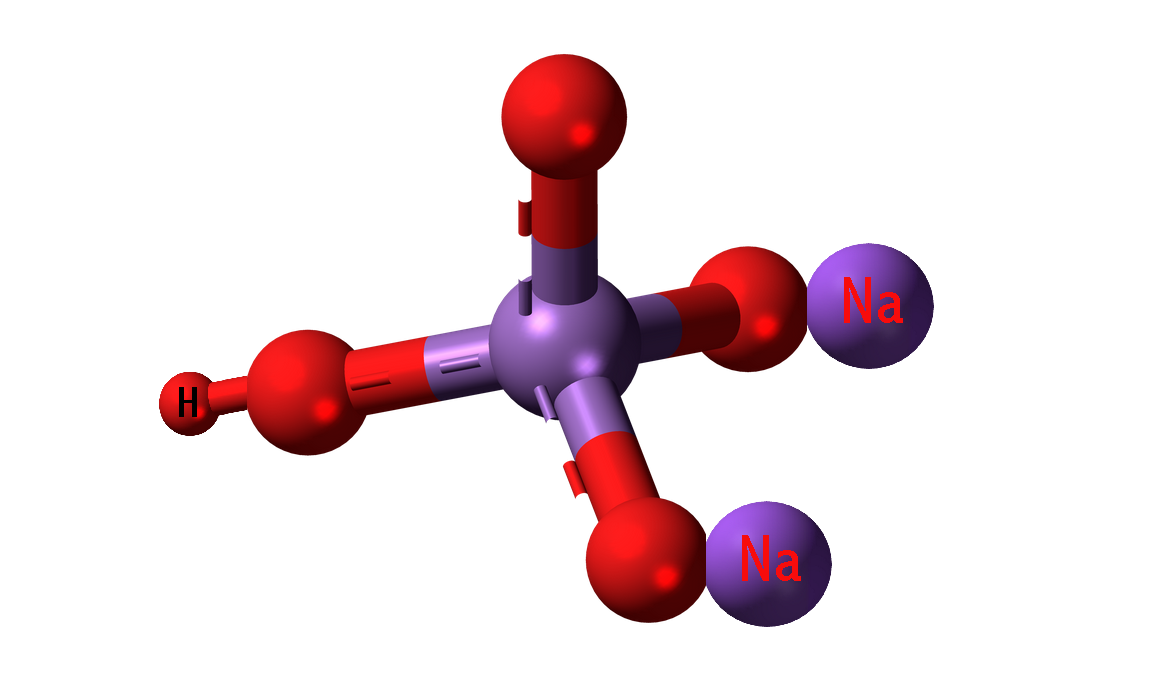
Dinatri biarsenat, một muối acid mà chính là muối natri của acid arsenic.

Muối acid (tiếng Anh: acid salt) là loại muối tạo ra dung dịch có tính acid sau khi hòa tan trong dung môi. Một dung dịch có tính acid được hình thành bởi muối acid được tạo ra trong quá trình trung hòa (neutralization) một phần acid diprotic hoặc polyprotic. Một half-neutralization xảy ra bởi phần còn lại của các nguyên tử hydro có thể thay thế được chưa phản ứng với các ion hydroxide (OH−) để tạo ra các phân tử nước, từ sự phân ly một phần của các acid yếu.

## Dung dịch có tính acid và ví dụ về muối acid
Tính chất acid–base của dung dịch thu được sau phản ứng trung hòa phụ thuộc vào sản phẩm muối còn lại. Một muối chứa các cation phản ứng trải qua quá trình thủy phân trong đó chúng phản ứng với các phân tử nước, gây ra sự khử proton của acid liên hợp.
Ví dụ, muối acid amoni chloride là loại chính được hình thành khi half-neutralization amonia trong dung dịch acid hydrochloric:
{\displaystyle {\ce {NH3_{(aq)}\ +\ HCl_{(aq)}->NH4Cl_{(aq)}}}}